# Polidoro Virgilio
Polidoro Virgilio o Polydorus Vergilius (Urbino, c. 1470-Urbino, 18 de abril de 1555), fue un sacerdote, escritor y humanista italiano, autor de varias obras en latín.

## Primeros años
Virgilio nació alrededor de 1470 en Urbino, o más probablemente en Fermignano, dentro del Ducado de Urbino. Su padre, Giorgio di Antonio, era dueño de un dispensario. Su abuelo, Antonio Virgili, "un hombre muy hábil en medicina y astrología", había enseñado filosofía en la Universidad de París; al igual que el propio hermano de Polydoro, Giovanni-Matteo Virgili, en Ferrara y Padua. Otro hermano, Girolamo, era un comerciante que comerciaba con Inglaterra. La sobrina de Polydoro Virgilio, Faustina, se casó con Lorenzo Borgogelli, conde de Fano, de quien desciende la familia de Borgogelli Virgili.
Estudió literatura, historia, filosofía y teología en la Universidad de Padua y Bolonia, donde pudo haber sido alumno de Filippo Beroaldo el Viejo. Fue ordenado sacerdote en diciembre de 1496 y entró al servicio del duque Guidobaldo I, hijo de Federico da Montefeltro, el singular mecenas del Quattrocento italiano. En la dedicación de su Proverbiorum Libellus (abril de 1498) se autodenomina cliente de Guido. Su segundo libro, De Inventoribus Rerum, fue dedicado al tutor de Guido, Ludovico Odassio, en agosto de 1499. En algún momento antes de 1502, Polidore entró al servicio del papa Alejandro VI.

## Comisionado papal en Inglaterra
Por mandato de Alejandro VI, se puso a las órdenes de Adriano Castellesi, colector papal del Óbolo de San Pedro en Inglaterra y posteriormente cardenal. Con el cargo de subcolector, llegó a Londres en la primavera de 1502. A partir de ese momento recibiría numerosas prebendas y cargos (Scambesly, Lincoln, Hereford, Brent, Wells, Oxford). En 1510 obtiene la ciudadanía inglesa. Se relacionó con lo más granado del humanismo inglés: Richard Fox, William Warham, Tomás Moro, Richard Pace, Thomas Linacre, William Latimer, John Colet y William Lily, y durante años mantuvo correspondencia epistolar con Erasmo de Róterdam.

## Los meses de cautiverio
Thomas Wolsey, jefe de la política y diplomacia y primado de Inglaterra, aspiraba a la púrpura cardenalicia y presumiblemente al sillón papal. Durante un viaje en 1514 a Italia, Polidoro informó a Castelli y al papa de los intereses de Wolsey en un tono poco ventajoso para éste. Andrea Ammonio, que ambicionaba el puesto de colector de Castelli, interceptó una carta comprometedora de Polidoro a su superior y reveló el contenido a su amigo Wolsey. Acusado de formar un frente en connivencia con Castelli contra Wolsey para debilitar la armonía existente entre Inglaterra y Roma, Polidoro fue encarcelado en la Torre de Londres. El 24 de diciembre de 1515 Polidoro abandonó la cárcel y la vida política para dedicarse de lleno a la literatura.

## Los años restantes
Aparte de un nuevo viaje en 1532 a Italia, poco más se sabe de su vida en estos años. Para los historiadores de la época Tudor, Polidoro fue uno de los hombres doctos que firmaron los «Diez Artículos» (1536) sobre la supremacía del rey en cuestiones espirituales, y uno de los partícipes activos en la anulación del matrimonio de Enrique VIII con Ana de Cleves (1540). En 1550 abandona Inglaterra y regresa a Urbino, donde murió el 18 de abril de 1555.

## Obras
- Edición de Cornucopiae de Niccolò Perotti (Venecia, 1496).
- Proverbiorum opus. Contenía originariamente unos trescientos proverbios en la edición príncipe (Venecia, 1498), pero fue aumentando en sucesivas ediciones hasta alcanzar más del millar (la última en Basilea, 1550).
- De rerum inventoribus libri octo. Como en el caso de los proverbios, desde la edición príncipe (Venecia, 1499) fue sometida a revisiones y ampliaciones constantes. De tres libros pasó a tener ocho.
- Edición del De Excidio et Conquestu Britanniae de Gildas (¿Amberes?, 1525).
- Commentariolus in Dominicam Precem (Basilea, 1525).
- Traducción latina del De perfecto monacho de Juan Crisóstomo (París, 1530).
- Dialogus de prodigiis (Basilea, 1531).
- Anglica historia (Basilea, 1534).
- Varios diálogos: De patientia, De vita perfecta, De veritate et mendacio (Basilea, 1545).